# ایستگاه قطار شهری دانشگاه
ایستگاه قطار شهری دانشگاه یکی از ایستگاه‌های خط ۱ متروی اصفهان است که در بلوار هزار جریب بین خیابان مرداویج و خیابان آزادی واقع شده‌است. ایستگاه بعدی در ضلع شمالی ایستگاه آزادی و ایستگاه قبلی در ضلع جنوبی ایستگاه کارگراست. 
ایستگاه در کنار پردیس دانشگاه اصفهان که همنام آن است، قرار دارد.